# Махулинці
Махулінце (словац. Machulince) — село в окрузі Комарно Нітранського краю Словаччини. Площа села 9,42 км². Станом на 31 грудня 2015 року в селі проживав 1121 житель.

## Історія
Перші згадки про село датуються 1275 роком.

## Населення
| Рік:            | 1994. | 2004.   | 2014.   | 2024.   |
| --------------- | ----- | ------- | ------- | ------- |
| Кількість осіб: | 988   | 1037    | 1126    | 1087    |
| Різниця:        |       | +4,95 % | +8,58 % | -3,46 % |

| Рік:            | 2023. | 2024.   |
| --------------- | ----- | ------- |
| Кількість осіб: | 1090  | 1087    |
| Різниця:        |       | -0,27 % |